# 巴扎德羅斯特 (阿拉巴馬州)
巴扎德羅斯特（英語：Buzzard Roost）是一個位於美國阿拉巴馬州科爾伯特縣的非建制地區。該地的面積和人口皆未知。

## 地理
巴扎德羅斯特的座標為34°45′40″N 88°01′26″W / 34.76111°N 88.02388°W，而該地最高點為海拔高度142米（即466英尺）。